# Farm Out
Farm Out è il secondo album in studio del gruppo musicale svedese Rednex, pubblicato nel 2000.

## Tracce
1. Fresh Pigs and More (Intro) – 1:00
2. The Spirit of the Hawk – 3:57
3. The Way I Mate – 3:43
4. The Devil Went Down to Georgia – 3:35
5. Hold Me for a While – 4:44
6. Boring... (Interlude) – 0:28
7. Where You Gonna Go – 3:23
8. Maggie Moonshine – 4:20
9. Animal in the Rain (Interlude) – 0:11
10. Ranger Jack – 4:15
11. Get the Truck Loaded – 3:43
12. Message from Our Sponsors (Interlude) – 0:49
13. Is He Alive – 3:22
14. McKenzie Brothers II (Continued...) – 3:58
15. Bottleneck Bob – 3:38

## Classifiche
| Classifica (2000) | Posizione massima |
| ----------------- | ----------------- |
| Austria           | 34                |
| Germania          | 18                |
| Svezia            | 60                |
| Svizzera          | 16                |